# 排球甜心
《排球甜心》（日語：アタックNo.1，直譯：女排No.1）是由浦野千賀子創作的體育題材日本漫畫。作為掀起排球熱潮的漫畫（スポ根漫画）而聞名。連載當時和並稱為兩大排球漫畫。從1968年1月至1970年12月在集英社的《週刊Margaret》上連載。單行本由Margaret Comics出版發行，全12卷。在少女漫畫中為單行本首次超過10卷的作品。
續篇為1976年至1977年連載的《新女排No.1》。從2004年11月起由小澤花音重繪的在《Margaret》連載。
從1969年到1971年由富士電視台電視動畫化。此外劇場版動畫從1970年至1971年於東寳Champion Matsuri上映。2005年4月開始在朝日電視台播放電視劇版。

## 故事簡介
轉學到富士見學園中等部的鮎原梢率領不良組向排球部發起挑戰。通過比賽梢的實力被認可並被推舉為隊長。鮎原梢和隊友們在歷經各種各樣的試煉後將奮鬥的目標轉向了世界舞台。 

## 登場人物

### 富士見高校
鮎原梢（配音員：小鳩くるみ / 演：上戶彩）
主角。中學2年級的時候因胸部的病症從明法學園轉學至富士見學園。她在明法讀書期間就擅長打排球，是一名主攻手。進入富士見學園之後苦於胸部疾患而一度暫停排球練習，不久後因一起偶然事件決定帶領劣勢隊伍和桂木率領的排球部進行一場對抗賽。在賽前練習中竟奇蹟般地治癒了胸部疾病，在與排球部的對戰中取得勝利，從此對排球燃起了青春的鬥志。她是一名成績優異的優等生，坦率大方，待人溫和體貼，但是天性剛毅且不願甘拜下風，和他人之間偶爾也發生衝突。在困難和強敵面前也毫不畏縮，接連獲得中學和高校的全國優勝。她陸續擔任富士見學園中學和全日本中學隊的隊長。高校時入選全日本企業隊，參加世界大賽，獲得了MVP賞。髮型為馬尾辮（在動畫中鮎原梢紮的是絲帶馬尾辮）。        
早川綠（配音員：坂井すみ江 / 演：酒井彩名）
中學2年級轉學至富士見學園。大資本家的千金。 任性，性格剛毅。最初一心想當隊長，屢次和鮎原梢發生口角。後來在大賽上體會到團隊合作的重要性，成為了鮎原梢親密的夥伴。 
本鄉俊介（配音員：仲村秀生 / 演：中村俊介）
富士見學園的教練，原專長是棒球。運用獨到的練習法訓練鮎原梢等人。在高校曾擔任東都大學的教練，在梢等人的請求下就任富士見高校的教練。
大沼美雪（配音員：栗葉子 / 演：大友南）
富士見高校的隊長。身穿1號球衣。比鮎原梢等人高2年級。
真木村京子（配音員：增山江威子）
身穿11號球衣。和鮎原梢同年級，成績優異，學習以外的事物都看不上眼。運動神經超群。大沼引退後加入排球部。《Margaret Comics》曾將名字印成牧村京子（讀音相同）。

### 富士見學園
桂木由美（配音員：增山江威子）
富士見學園（中學時代）原排球隊隊長。與鮎原梢率領的落伍小組的對戰中落敗。她承認了鮎原梢的實力並安排其加入排球部，將隊長的位置讓與鮎原梢。畢業後進入富士見高校。在富士見高校排球部由於不按大沼隊長之意行事而退部。後來加入籃球部，對新來的鮎原梢等人講述排球部的現狀並勸她們改入籃球部。  
柏木敬子（配音員：武藤禮子）
不良組成員之一。動畫版高校篇後未登場。 
泉由里（配音員：麻生みつ子）
濱紀中出身。富士見中和濱紀中併校之際加入梢等人的排球部。濱紀中四天王的隊長。後來由於腕部痛楚而無法繼續打排球。
香取良子（配音員：菅谷政子）
濱紀中出身。富士見中和濱紀中併校之際加入梢等人的排球部。濱紀中四天王之一。特徵是露齒。
工藤圭子（配音員：北川智惠子）
濱紀中出身。富士見中和濱紀中併校之際加入梢等人的排球部。濱紀中四天王之一。佩戴眼鏡。
小澤雪江（配音員：惠比壽雅子）
濱紀中出身。富士見中和濱紀中併校之際加入梢等人的排球部。濱紀中四天王之一。

### 寺堂院高校
八木澤香（配音員：山本圭子 / 演：宮地真緒）
大阪寺堂院高校隊長，八木澤三姊妹的長女。身穿1號球衣，和妹妹三人使用三位一體攻擊。
八木澤靜（配音員：松島みのり→北川智惠子→增山江威子→桂令子、小池亞希子（遊技機） / 演：山口由香里）
八木澤三姊妹的次女。身穿2號球衣（香引退後為1號）。
八木澤桂（配音員：三浦利子→野村道子→三浦利子、小池亞希子（遊技機）/ 演：渡部彩）
八木澤三姊妹的三女。身穿3號球衣（香引退後為2號）。

### 青葉高校
山本操（配音員：山本圭子→北川智惠子）
千葉代表，青葉學園隊長。
白河（白川）照子（配音員：畠島洋子）
岐阜第一中學出身。全日本中學隊候選人之一，因忍受不了豬野熊教練的特訓而出逃。之後進入青葉學園。

### 東南高校
飛垣陵子（配音員：麻生みつ子→野澤雅子）
東南學園隊長。BEST 12之一。
秋月（配音員：畠島洋子→白川澄子）
東南學園隊員。

### 其他對手
三條美智留（配音員：武藤禮子→北濱晴子）
舊姓：大川。橫濱二中出身。全日本中學隊員之一。豬野熊大吾的妹妹（真人版中為女兒）。中學畢業後進入神奈川女子高中。
吉村聰美（配音員：增山江威子 / 演：加藤夏希）
明法學園的隊長。全日本中學隊員之一。
垣之內良子（配音員：惠比壽雅子 / 演：秋山エリサ）
福岡中學的隊長。全日本中學隊員之一。
三原由美子（配音員：野村道子）
美澤高校隊長。平日利用機器射出的時速80公里的高速排球來練習救球。
伊佐原加奈（配音員：惠比壽雅子）
沖繩代表，魔文仁高校隊長。
莎蓮娜（配音員：鈴木弘子→增山江威子）
蘇聯代表隊隊長。梢最強的敵手。

### 梢的協助者
鮎原亮子（演：岡江久美子）
梢的母親。
一之瀨努（配音員：森功至 / 演：松尾敏伸）
梢的遠房親戚。把梢的長處和短處用筆記本記下來。為了救助欲自殺的學生而死。在動畫版中開車滑落山道傷重不治身亡，未能達成和梢一同登富士山的約定，梢則由於堅持打完比賽沒能赶上見努最後一面。
三田 村（配音員：井上真樹夫）
富士見學園、富士見高校足球隊長，和綠關係良好。
鮎原良夫（演：清水章吾）
梢的父親。公司職員。
一之瀨新平（配音員：肝付兼太 / 演：龍雷太＜特別出演＞）
努的父親。在動畫版中經營蔬果店，真人版為拉面屋。

## 出版書籍
單行本
- 女排No.1

| 冊數 | 集英社         | 集英社 |
| 冊數 | 發售日期       |        |
| ---- | -------------- | ------ |
| 1    | 1969年4月20日  |        |
| 2    | 1969年4月20日  |        |
| 3    | 1969年5月20日  |        |
| 4    | 1969年5月20日  |        |
| 5    | 1969年9月20日  |        |
| 6    | 1969年10月20日 |        |
| 7    | 1970年3月20日  |        |
| 8    | 1970年3月20日  |        |
| 9    | 1970年9月20日  |        |
| 10   | 1971年1月20日  |        |
| 11   | 1971年4月20日  |        |
| 12   | 1971年4月20日  |        |

- 新女排No.1

| 冊數 | 集英社       | 集英社                 |
| 冊數 | 發售日期     | ISBN                   |
| ---- | ------------ | ---------------------- |
| 1    | 1977年5月1日 | ISBN 978-4-42-011042-6 |
| 2    | 1977年6月1日 | ISBN 978-4-42-011045-7 |

文庫版
收錄《女排No.1》、《新女排No.1》的全部內容。
| 冊數 | 集英社        | 集英社             |
| 冊數 | 發售日期      | ISBN               |
| ---- | ------------- | ------------------ |
| 1    | 2003年1月17日 | ISBN 4-8342-7254-0 |
| 2    | 2003年1月17日 | ISBN 4-8342-7255-9 |
| 3    | 2003年2月18日 | ISBN 4-8342-7256-7 |
| 4    | 2003年2月18日 | ISBN 4-8342-7257-5 |
| 5    | 2003年3月18日 | ISBN 4-8342-7258-3 |
| 6    | 2003年3月18日 | ISBN 4-8342-7259-1 |
| 7    | 2003年3月18日 | ISBN 4-8342-7260-5 |

重製版
原作：浦野千賀子、漫画：小澤花音　《新女排No.1》。單行本全3卷。
| 冊數 | 集英社         | 集英社             |
| 冊數 | 發售日期       | ISBN               |
| ---- | -------------- | ------------------ |
| 1    | 2005年3月25日  | ISBN 4-08-847834-7 |
| 2    | 2005年6月24日  | ISBN 4-08-847863-0 |
| 3    | 2005年11月25日 | ISBN 4-08-846004-9 |

## 電視動畫
電視動畫從1969年12月7日到1971年11月28日播放，全104話。該作品曾在1989年4月於香港亞視電視本港台首播
平均收視率19.9%，最高記錄為27.1%（1971年1月10日播放）。主題歌黑膠唱片售出70萬張。

### 製作人員
- 原作：浦野千賀子
- 劇本：辻真先、小澤洋、出崎哲、田村多津夫、山崎晴哉、山田健、伊東恒久、七条門
- 演出：黑川文男、岡部英二、吉田茂承、竹内啟雄、向坪利次、上山憲二
- 作畫監督：竹内留吉、吉田茂承、若林哲弘、村田耕一、飯野皓、小林治、中村英一
- 攝影監督：清水達正
- 美術監督：池田準（到81話）→福田尚朗（82話以後）
- 作畫：竹内留吉、白土武、坂本三郎、荒木伸吾、鹽山紀生、米川功真、有原誠治、羽根章悅、百瀨義行、内山正幸
- 色彩設定：山名公枝、渡邊千津子、田中明子
- 背景：現代製作集團、椋尾篁
- 錄音監督：山崎あきら
- 音樂：渡邊岳夫
- 效果：片岡陽三
- 編輯：井上和夫（到97話）→河合多惠子（98話以後）
- 製作協力：A Production（作畫）、東京Anime Film（攝影）、映音（錄音）、東京現像所（現像）
- 製作：富士電視台、東京電影新社

### 主題曲
片頭曲「女排No.1」
作詞：東京電影企劃部（山崎敬之） / 作曲：渡邊岳夫 / 歌：大杉久美子（初期：小鳩くるみ）
片尾曲
作詞：東京電影企劃部 / 作曲：渡邊岳夫 / 歌：伊集加代子

### 各話列表
| 話數    | 播放日期       | 副標題 | 劇本       | 演出              | 作画監督                 |
| ------- | -------------- | ------ | ---------- | ----------------- | ------------------------ |
| 第1話   | 1969年 12月7日 |        | 辻真先     | 黒川文男          | 竹内留吉 吉田茂承        |
| 第2話   | 12月14日       |        | 小沢洋     | 岡部英二 吉田茂承 | 竹内留吉 若林哲弘        |
| 第3話   | 12月21日       |        | 出崎哲     | 黒川文男 吉田茂承 | 竹内留吉 若林哲弘        |
| 第4話   | 12月28日       |        | 田村多津夫 | 岡部英二 吉田茂承 | 村田耕一                 |
| 第5話   | 1970年 1月4日  |        | 辻真先     | 黒川文男 吉田茂承 | 飯野皓                   |
| 第6話   | 1月11日        |        | 出崎哲     | 岡部英二 吉田茂承 | 竹内留吉 若林哲弘        |
| 第7話   | 1月18日        |        | 田村多津夫 | 黒川文男 吉田茂承 | 若林哲弘                 |
| 第8話   | 1月25日        |        | 小沢洋     | 岡部英二 吉田茂承 | 竹内留吉 若林哲弘        |
| 第9話   | 2月1日         |        | 辻真先     | 黒川文男 吉田茂承 | 竹内留吉 若林哲弘        |
| 第10話  | 2月8日         |        | 小沢洋     | 岡部英二 吉田茂承 | 竹内留吉 若林哲弘        |
| 第11話  | 2月15日        |        | 田村多津夫 | 黒川文男 吉田茂承 | 竹内留吉 若林哲弘        |
| 第12話  | 2月22日        |        | 小沢洋     | 岡部英二 吉田茂承 | 竹内留吉 若林哲弘        |
| 第13話  | 3月1日         |        | 出崎哲     | 黒川文男          | 竹内留吉 若林哲弘        |
| 第14話  | 3月8日         |        | 田村多津夫 | 岡部英二          | 竹内留吉 若林哲弘        |
| 第15話  | 3月15日        |        | 田村多津夫 | 黒川文男          | 竹内留吉 若林哲弘        |
| 第16話  | 3月22日        |        | 辻真先     | 岡部英二          | 竹内留吉 若林哲弘        |
| 第17話  | 3月29日        |        | 山崎晴哉   | 黒川文男          | 竹内留吉 若林哲弘        |
| 第18話  | 4月5日         |        | 出崎哲     | 岡部英二          | 竹内留吉 若林哲弘        |
| 第19話  | 4月12日        |        | 田村多津夫 | 黒川文男          | 竹内留吉 若林哲弘        |
| 第20話  | 4月19日        |        | 山田健     | 岡部英二          | 竹内留吉 若林哲弘        |
| 第21話  | 4月26日        |        | 辻真先     | 黒川文男          | 竹内留吉 若林哲弘        |
| 第22話  | 5月3日         |        | 伊東恒久   | 岡部英二          | 竹内留吉 若林哲弘        |
| 第23話  | 5月10日        |        | 伊東恒久   | 黒川文男          | 竹内留吉 若林哲弘        |
| 第24話  | 5月17日        |        | 山崎晴哉   | 岡部英二          | 竹内留吉 若林哲弘        |
| 第25話  | 5月24日        |        | 田村多津夫 | 黒川文男          | 竹内留吉                 |
| 第26話  | 5月31日        |        | 田村多津夫 | 岡部英二          | 竹内留吉                 |
| 第27話  | 6月7日         |        | 山崎晴哉   | 黒川文男          | 竹内留吉                 |
| 第28話  | 6月14日        |        | 伊東恒久   | 岡部英二 竹内啓雄 | 竹内留吉                 |
| 第29話  | 6月21日        |        | 七条門     | 黒川文男          | 竹内留吉                 |
| 第30話  | 6月28日        |        | 辻真先     | 岡部英二 竹内啓雄 | 竹内留吉                 |
| 第31話  | 7月5日         |        | 山崎晴哉   | 黒川文男          | 竹内留吉                 |
| 第32話  | 7月12日        |        | 伊東恒久   | 岡部英二 竹内啓雄 | 竹内留吉 小林治 中村英一 |
| 第33話  | 7月19日        |        | 田村多津夫 | 黒川文男 向坪利次 | 竹内留吉 小林治 中村英一 |
| 第34話  | 7月26日        |        | 田村多津夫 | 岡部英二 竹内啓雄 | 竹内留吉 小林治 中村英一 |
| 第35話  | 8月2日         |        | 七条門     | 黒川文男 向坪利次 | 竹内留吉 小林治 中村英一 |
| 第36話  | 8月9日         |        | 辻真先     | 岡部英二 竹内啓雄 | 竹内留吉 小林治 中村英一 |
| 第37話  | 8月16日        |        | 伊東恒久   | 黒川文男 向坪利次 | 竹内留吉 小林治 中村英一 |
| 第38話  | 8月23日        |        | 山崎晴哉   | 岡部英二 竹内啓雄 | 竹内留吉 小林治 中村英一 |
| 第39話  | 8月30日        |        | 田村多津夫 | 黒川文男 向坪利次 | 竹内留吉 小林治 中村英一 |
| 第40話  | 9月6日         |        | 田村多津夫 | 岡部英二 竹内啓雄 | 竹内留吉 小林治 中村英一 |
| 第41話  | 9月13日        |        | 山崎晴哉   | 黒川文男 向坪利次 | 竹内留吉 小林治 中村英一 |
| 第42話  | 9月20日        |        | 辻真先     | 岡部英二 竹内啓雄 | 竹内留吉 小林治 中村英一 |
| 第43話  | 9月27日        |        | 伊東恒久   | 黒川文男 向坪利次 | 竹内留吉 小林治 中村英一 |
| 第44話  | 10月4日        |        | 七条門     | 岡部英二 竹内啓雄 | 竹内留吉 小林治 中村英一 |
| 第45話  | 10月11日       |        | 田村多津夫 | 黒川文男 向坪利次 | 竹内留吉 小林治 中村英一 |
| 第46話  | 10月18日       |        | 山崎晴哉   | 岡部英二 竹内啓雄 | 竹内留吉 小林治 中村英一 |
| 第47話  | 10月25日       |        | 伊東恒久   | 黒川文男 上山憲二 | 竹内留吉 小林治 中村英一 |
| 第48話  | 11月1日        |        | 辻真先     | 岡部英二 竹内啓雄 | 竹内留吉 小林治 中村英一 |
| 第49話  | 11月8日        |        | 七条門     | 黒川文男 上山憲二 | 竹内留吉 小林治 中村英一 |
| 第50話  | 11月15日       |        | 伊東恒久   | 岡部英二 竹内啓雄 | 竹内留吉 小林治 中村英一 |
| 第51話  | 11月22日       |        | 田村多津夫 | 黒川文男 上山憲二 | 竹内留吉 小林治 中村英一 |
| 第52話  | 11月29日       |        | 山崎晴哉   | 岡部英二 竹内啓雄 | 竹内留吉 小林治 中村英一 |
| 第53話  | 12月6日        |        | 伊東恒久   | 黒川文男 上山憲二 | 竹内留吉 小林治 中村英一 |
| 第54話  | 12月13日       |        | 辻真先     | 岡部英二 竹内啓雄 | 竹内留吉 小林治 中村英一 |
| 第55話  | 12月20日       |        | 七条門     | 黒川文男 上山憲二 | 竹内留吉 小林治 中村英一 |
| 第56話  | 12月27日       |        | 田村多津夫 | 岡部英二 竹内啓雄 | 竹内留吉 小林治 中村英一 |
| 第57話  | 1971年 1月3日  |        | 山崎晴哉   | 黒川文男 上山憲二 | 竹内留吉 小林治 中村英一 |
| 第58話  | 1月10日        |        | 伊東恒久   | 岡部英二 竹内啓雄 | 竹内留吉 小林治 中村英一 |
| 第59話  | 1月17日        |        | 山崎晴哉   | 黒川文男 上山憲二 | 竹内留吉 小林治 中村英一 |
| 第60話  | 1月24日        |        | 田村多津夫 | 岡部英二 竹内啓雄 | 竹内留吉 小林治 中村英一 |
| 第61話  | 1月31日        |        | 田村多津夫 | 黒川文男 上山憲二 | 竹内留吉 小林治 中村英一 |
| 第62話  | 2月7日         |        | 七条門     | 岡部英二 竹内啓雄 | 竹内留吉 小林治 中村英一 |
| 第63話  | 2月14日        |        | 辻真先     | 黒川文男 上山憲二 | 竹内留吉 小林治 中村英一 |
| 第64話  | 2月21日        |        | 伊東恒久   | 岡部英二 竹内啓雄 | 竹内留吉 小林治 中村英一 |
| 第65話  | 2月28日        |        | 山崎晴哉   | 黒川文男 上山憲二 | 竹内留吉 小林治 中村英一 |
| 第66話  | 3月7日         |        | 七条門     | 岡部英二 竹内啓雄 | 竹内留吉 小林治 中村英一 |
| 第67話  | 3月14日        |        | 伊東恒久   | 黒川文男 上山憲二 | 竹内留吉 小林治 中村英一 |
| 第68話  | 3月21日        |        | 辻真先     | 岡部英二 竹内啓雄 | 竹内留吉 小林治 中村英一 |
| 第69話  | 3月28日        |        | 辻真先     | 岡部英二 竹内啓雄 | 竹内留吉 小林治 中村英一 |
| 第70話  | 4月4日         |        | 山崎晴哉   | 岡部英二 竹内啓雄 | 竹内留吉 小林治 中村英一 |
| 第71話  | 4月11日        |        | 山崎晴哉   | 岡部英二 上山憲二 | 竹内留吉 小林治 中村英一 |
| 第72話  | 4月18日        |        | 辻真先     | 岡部英二 竹内啓雄 | 竹内留吉 小林治 中村英一 |
| 第73話  | 4月25日        |        | 七条門     | 岡部英二 上山憲二 | 竹内留吉 小林治 中村英一 |
| 第74話  | 5月2日         |        | 七条門     | 岡部英二 竹内啓雄 | 竹内留吉 小林治 中村英一 |
| 第75話  | 5月9日         |        | 田村多津夫 | 岡部英二 上山憲二 | 竹内留吉 小林治 中村英一 |
| 第76話  | 5月16日        |        | 田村多津夫 | 岡部英二 竹内啓雄 | 竹内留吉 小林治 中村英一 |
| 第77話  | 5月23日        |        | 伊東恒久   | 岡部英二 上山憲二 | 竹内留吉 小林治 中村英一 |
| 第78話  | 5月30日        |        | 伊東恒久   | 岡部英二 竹内啓雄 | 竹内留吉 小林治 中村英一 |
| 第79話  | 6月6日         |        | 辻真先     | 岡部英二 上山憲二 | 竹内留吉 小林治 中村英一 |
| 第80話  | 6月13日        |        | 七条門     | 岡部英二 竹内啓雄 | 竹内留吉 小林治 中村英一 |
| 第81話  | 6月20日        |        | 田村多津夫 | 岡部英二 上山憲二 | 竹内留吉 小林治 中村英一 |
| 第82話  | 6月27日        |        | 山崎晴哉   | 岡部英二 竹内啓雄 | 竹内留吉 小林治 中村英一 |
| 第83話  | 7月4日         |        | 伊東恒久   | 岡部英二 竹内啓雄 | 竹内留吉 小林治 中村英一 |
| 第84話  | 7月11日        |        | 田村多津夫 | 岡部英二 竹内啓雄 | 竹内留吉 小林治 中村英一 |
| 第85話  | 7月18日        |        | 辻真先     | 岡部英二 竹内啓雄 | 竹内留吉 小林治 中村英一 |
| 第86話  | 7月25日        |        | 山崎晴哉   | 岡部英二 竹内啓雄 | 竹内留吉 小林治 中村英一 |
| 第87話  | 8月1日         |        | 伊東恒久   | 岡部英二 竹内啓雄 | 竹内留吉 小林治 中村英一 |
| 第88話  | 8月8日         |        | 七条門     | 岡部英二 竹内啓雄 | 竹内留吉 小林治 中村英一 |
| 第89話  | 8月15日        |        | 田村多津夫 | 岡部英二 竹内啓雄 | 竹内留吉 小林治 中村英一 |
| 第90話  | 8月22日        |        | 辻真先     | 岡部英二 竹内啓雄 | 竹内留吉 小林治 中村英一 |
| 第91話  | 8月29日        |        | 七条門     | 岡部英二 竹内啓雄 | 竹内留吉 小林治 中村英一 |
| 第92話  | 9月5日         |        | 山崎晴哉   | 岡部英二 竹内啓雄 | 竹内留吉 小林治 中村英一 |
| 第93話  | 9月12日        |        | 伊東恒久   | 岡部英二 竹内啓雄 | 竹内留吉 小林治 中村英一 |
| 第94話  | 9月19日        |        | 田村多津夫 | 岡部英二 竹内啓雄 | 竹内留吉 小林治 中村英一 |
| 第95話  | 9月26日        |        | 七条門     | 岡部英二 竹内啓雄 | 竹内留吉 小林治 中村英一 |
| 第96話  | 10月3日        |        | 辻真先     | 岡部英二 竹内啓雄 | 竹内留吉 小林治 中村英一 |
| 第97話  | 10月10日       |        | 山崎晴哉   | 岡部英二 竹内啓雄 | 竹内留吉 小林治 中村英一 |
| 第98話  | 10月17日       |        | 田村多津夫 | 岡部英二 竹内啓雄 | 竹内留吉 小林治 中村英一 |
| 第99話  | 10月24日       |        | 伊東恒久   | 岡部英二 竹内啓雄 | 竹内留吉 小林治 中村英一 |
| 第100話 | 10月31日       |        | 七条門     | 岡部英二 竹内啓雄 | 竹内留吉 小林治 中村英一 |
| 第101話 | 11月7日        |        | 辻真先     | 岡部英二 竹内啓雄 | 竹内留吉 小林治 中村英一 |
| 第102話 | 11月14日       |        | 七条門     | 岡部英二 竹内啓雄 | 竹内留吉 小林治 中村英一 |
| 第103話 | 11月21日       |        | 田村多津夫 | 岡部英二 竹内啓雄 | 竹内留吉 小林治 中村英一 |
| 第104話 | 11月28日       |        | 田村多津夫 | 岡部英二 竹内啓雄 | 竹内留吉 小林治 中村英一 |

## 電視劇
2005年4月至6月於朝日電視台播出。由上戶彩主演。

### 製作人員
劇本：兩澤和幸、宅間孝行、高山直也
系列構成：兩澤和幸
演出：猪原達三、德市敏之、田村直己
排球指導監修：大林素子
音樂：梅堀淳(super soniQ inc.)
製作協力：國際放映
企劃：佐藤凉一（朝日電視台）
製作人：三輪祐見子（朝日電視台）
製作著作：朝日電視台

### 主題曲
主題曲
- 福田沙紀（作詞：東京電影企劃部、作曲：渡辺岳夫）

片尾曲
- 上戸彩（作詞：高見沢俊彦、作曲：高見沢俊彦）

### 播放日程
| 各話                                                         | 放送日        | 標題 | 劇本                  | 演出     | 收視率 |
| ------------------------------------------------------------ | ------------- | ---- | --------------------- | -------- | ------ |
| 第1話                                                        | 2005年4月14日 |      | 両沢和幸 サタケミキオ | 猪原達三 | 15.7%  |
| 第2話                                                        | 2005年4月21日 |      | サタケミキオ          | 猪原達三 | 12.9%  |
| 第3話                                                        | 2005年4月28日 |      | 高山直也              | 猪原達三 | 13.1%  |
| 第4話                                                        | 2005年5月5日  |      | サタケミキオ          | 徳市敏之 | 12.9%  |
| 第5話                                                        | 2005年5月12日 |      | サタケミキオ          | 田村直己 | 11.6%  |
| 第6話                                                        | 2005年5月19日 |      | サタケミキオ          | 猪原達三 | 12.7%  |
| 第7話                                                        | 2005年5月26日 |      | サタケミキオ          | 田村直己 | 12.1%  |
| 第8話                                                        | 2005年6月2日  |      | サタケミキオ          | 徳市敏之 | 12.7%  |
| 第9話                                                        | 2005年6月9日  |      | サタケミキオ          | 猪原達三 | 13.3%  |
| 第10話                                                       | 2005年6月16日 |      | サタケミキオ          | 田村直己 | 13.7%  |
| 最終話                                                       | 2005年6月23日 |      | サタケミキオ          | 猪原達三 | 13.7%  |
| 平均收視率 13.1%（收視率由Video Research在關東地區進行統計） |               |      |                       |          |        |

## 外部連結
- TMS娛樂的作品介紹頁面
  - 排球甜心 （页面存档备份，存于）（日語）
  - 劇場版第1作 （页面存档备份，存于）（日語）
  - 劇場版第2作 （页面存档备份，存于）（日語）
  - 劇場版第3作 （页面存档备份，存于）（日語）
  - 劇場版第4作 （页面存档备份，存于）（日語）

真人版
- アタックNo.1 - 朝日電視台（日語）
- 演劇女子部『アタックNo.1』（日語）